# Rañeces (Las Regueras)
Rañeces es un lugar que pertenece a la parroquia de Valsera en el concejo de Las Regueras (Principado de Asturias). Se encuentra a 153 m s. n. m. y está situada a 6 km de la capital del concejo, Santullano. 

## Población
En 2020 contaba con una población de 64 habitantes (INE 2020) repartidos en un total de 30 viviendas.